# Maria Anna von Bayern (1696–1750)
Maria Anna Karoline Josepha Dominika von Bayern (* 4. August 1696 in Brüssel; † 9. Oktober 1750 in München) war eine bayerische Prinzessin.

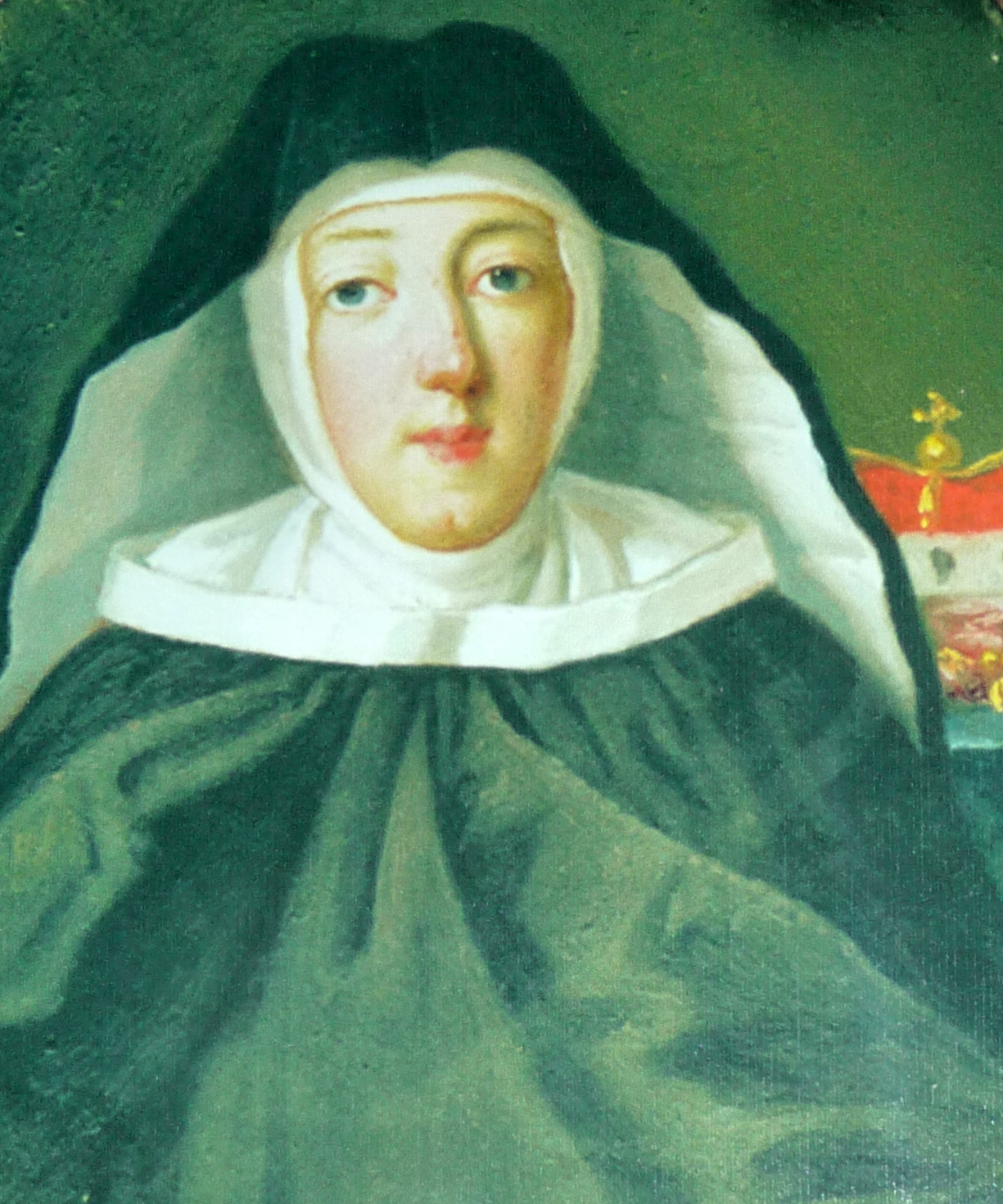
Das Bild zeigt Prinzessin Maria Anna Karolina von Bayern (1696–1750) nach ihrem Eintritt ins Münchner Angerkloster

## Kindheit
Maria Anna Karoline war die einzige Tochter des Kurfürsten Maximilian II. Emanuel von Bayern (1662–1726) aus dessen Ehe mit Therese Kunigunde (1676–1730), Tochter des polnischen Königs Johann III. Sobieski. Sie war die ältere Schwester des späteren Kaisers Karl VII.

„Im Alter von drei Jahren erkrankte die Prinzessin an Rachitis, einer damals unheilbaren Krankheit. Immer wieder wurden Ärzte konsultiert und verschiedene Therapien ausprobiert. Ihre Gesundheit blieb zart. Neben einer Rückgratverkrümmung zeigte sich mangelndes Wachstum und eine Starerkrankung am linken Auge. Wie sehr der Kurfürst um das Wohlergehen des Kindes bemüht war, zeigt sich in Inventarlisten und Briefen.“

Die Prinzessin genoss die höfische Ausbildung ihrer Zeit. Dabei wurde ihre Musikalität besonders gefördert. Sie beherrschte eine Vielzahl von Instrumenten und zeigte Freude am Tanz.
Nach der Zweiten Schlacht bei Höchstädt am 13. August 1704 trennte ein zehnjähriges Exil den Kurfürsten Max Emanuel von Frau und Kindern. Therese Kunigunde verließ die Münchner Residenz im Februar 1705 um sich mit ihrer Mutter in Venedig zu treffen. Ihre Heimreise im Mai 1705 scheiterte an der österreichischen Grenze. Gleichzeitig, am 16. Mai 1705 wurde München von 3.200 kaiserlichen und pfälzischen Truppen besetzt. Ohne Vater und Mutter befand sich Maria Anna Karoline nun mit ihren sechs jüngeren Brüdern in der Münchner Residenz.
„Elf Jahre lang, von ihrem zehnten bis zu ihrem einundzwanzigsten Lebensjahr, hütete Max Emanuels einzige Tochter Maria Anna Caroline die Residenz und bildete die Nachrichtenzentrale für die verstreute Familie.“ Das Schicksal der heranwachsenden Prinzessin spitzte sich weiter zu, da ihre ältesten Brüder, der Thronfolger Karl Albrecht, Philipp Moritz, Ferdinand Maria und Clemens August unter starker Bewachung mit dem Vorwand, eine Lustreise zu machen, ins damals feindliche Ausland nach Klagenfurt gebracht wurden. „1709 hatte sie den Tod ihres jüngsten, erst während der Trennung der Eltern geborenen Bruders, des Prinzen Max Emanuel, ertragen müssen. Der andere, noch in München verbleibende Bruder, Johann Theodor von Bayern, war noch 1712 aus der kurfürstlichen Residenz nach Graz gebracht worden.“

## Jugend
Die Unterbringung der Prinzessin im Ostflügel der Münchner Residenz war standesgemäß. „Hundert Diener und zweiundsiebzig Pferde standen ständig zur Verfügung. Außerdem hatte die junge Dame einen Kaplan, einen Arzt, einen Sprachlehrer und einen Tanzlehrer“.

„Trotz der Entfernung – ein Brief von München nach Brüssel brauchte einen Monat – versäumte der Kurfürst nicht, die Korrespondenz mit seiner Tochter zu pflegen. Ungeduldig wartete er auf die Post der Prinzessin. Allein im Nachlaß der Prinzessin haben sich insgesamt 88 Briefe des Kurfürsten erhalten, von der Mutter, Therese Kunigunde sind 11 Briefe verzeichnet.“

Am 8. April 1715 war die kurfürstliche Familie nach mehr als zehnjähriger Trennung wieder vereint. Langsam stellte sich in der Münchner Residenz ein Familienleben ein, es herrschte bald der alte Glanz des Hoflebens, an dem Maria Anna Karoline mit zunehmender Gewandtheit teilnahm. Verschiedene Heiratsprojekte wurden durchdacht. Eine Braut mit Augenklappe (in ihrem Nachlass befindet sich eine aus grünem Taft) war für eine standesgemäße Heirat schwer vermittelbar.

## Entschluss zum Klosterleben

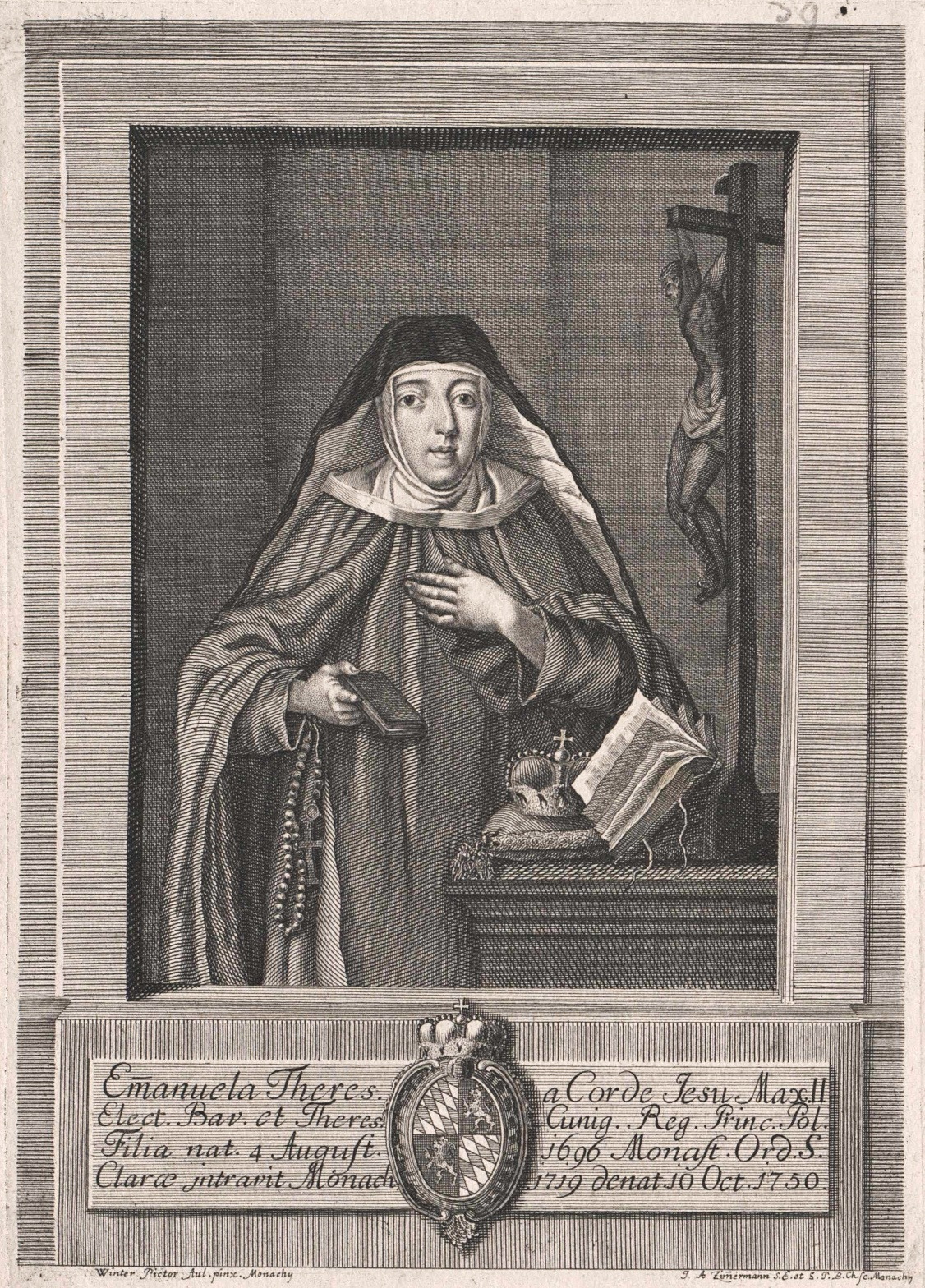
Prinzessin Maria Anna als Klarissin

Bereits in jungen Jahren hatte sich bei der Prinzessin trotz der Lebensfreude eine tiefe Frömmigkeit gezeigt. Der Tod ihres Bruders Philipp Moritz, der am 12. März 1717 während seines Theologiestudiums in Rom an den Masern starb und eine unglückliche Liebe zu ihrem polnischen Onkel, dem Prinzen Konstantin Sobieski, während dessen Besuchs in München waren weitere Beweggründe, sich Gott zu weihen. Ein schon länger bestehender Kontakt zum Münchner Angerkloster bewog sie, dort kurz vor Weihnachten 1718 einen einwöchigen Exerzitienaufenthalt zu nehmen. Danach stand der Entschluss zum Ordenseintritt fest. Ihr Vater bestand auf der Idee, sie ein zweites Mal geistliche Übungen, diesmal bei den weniger strengen Salesianerinnen, machen zu lassen. Am 3. Juli 1719 erklärte sie ihren endgültigen Entschluss zum Eintritt in den Orden der Heiligen Klara.
Nach einem schweren Kampf mit ihren Eltern trat Maria Anna Karoline, die als Erwachsene als „etwas verwachsen und auf einem Auge fast blind“ beschrieben wurde, unter dem Namen Theresa Emanuela vom Herzen Jesu am 29. Oktober 1719 in das Klarissenkloster Sankt Jakob am Anger in München ein, da sie am Hof- und Weltleben Missbehagen fühlte. Ihr Ordensname leitete sich von den Vornamen ihrer Eltern ab. Im Kloster führte sie bis zu ihrem Tod das strenge Leben einer Klarissin. Dazu gehörten neben strengem Beten und Fasten wöchentliches Geißeln, regelmäßiger Schlafentzug und keinerlei Kontakt jenseits der Klostermauern.
Ihre Eltern hat sie am Tag ihrer feierlichen Einkleidung, am 28. Oktober 1719, zum letzten Mal gesehen. Augenzeugen berichteten, dass die Prinzessin ihre Angehörigen bat, ihr die goldblonden Haare abzuschneiden. Dem Vater jedoch war es unmöglich, dies zu tun. „Als seine Kurf. Durchl. auf die abermalige  Bitte, welche die Prinzessin knieend an ihn richtete, er möchte ihr doch mit der Scheere zur Hand nahm, fühlte er sich so heftig in seiner Zärtlichkeit ergriffen, daß er die Scheere fallen  ließ und, heiße Thränen vergießend, aus dem Kloster eilte, wohin er erst wieder zurückkehrte, als die Prinzessin bereits eingekleidet war.“

## Letzte Jahre und Lebensende

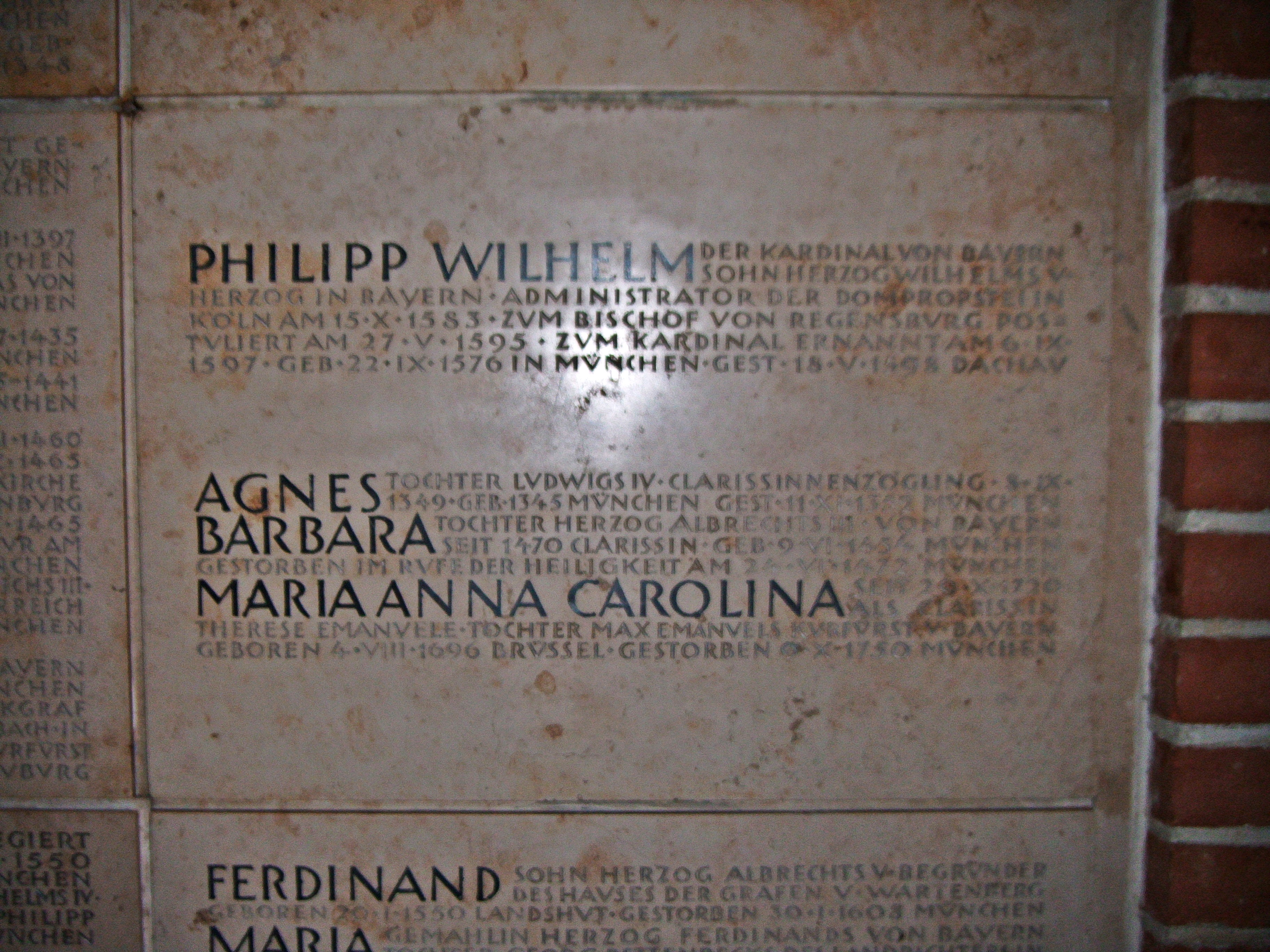
Grabstätte, Wittelsbachergruft, Frauenkirche München

Im Jahr 1744 empfing sie im Kloster ihren kaiserlichen Bruder für einen über einstündigen Besuch. 1747 erlitt Maria Anna einen Schlaganfall, blieb ihre letzten drei Lebensjahre teilweise gelähmt, starb im Rufe der Heiligkeit und wurde im Jakobskloster am Anger beigesetzt. Dort ruhten schon ihre Verwandten Agnes von Bayern († 1352), eine Tochter Kaiser Ludwig IV., die hier als Klosterschülerin und Stigmatisierte gestorben war, sowie die Nonne Barbara von Bayern (1454–1472), eine Tochter Herzogs Albrecht III. Beider Gebeine lagen seit 1703 in einem erneuerten Sarg.
Als das Angerkloster säkularisiert wurde bettete man auch die Überreste Prinzessin Maria Annas in den Sarg der beiden anderen und überführte ihn auf Befehl König Maximilians I. 1809 in die Fürstengruft der Münchner Frauenkirche. Dort ruhen die drei Prinzessinnen aus dem Angerkloster in einem Gemeinschaftsgrab und sind auf der gleichen Grabplatte verzeichnet.

An dem Sarg brachte man eine Metallplatte mit folgender Inschrift an:

„Gebeine von Clarissinen am Anger, aus dem Hause Bayern, die einst nach dem Tode der Einzelnen, ein einzelnen Särgen in dem Kloster geborgen, jetzt aber auf Befehl des Königs, in diesem einen Sarg gesammelt und in diese Kirche übertragen worden sind, am 20. Februar 1809“

## Ahnentafel
| Ahnentafel von Maria Anna von Bayern | Ahnentafel von Maria Anna von Bayern                                                                  | Ahnentafel von Maria Anna von Bayern                                                                  | Ahnentafel von Maria Anna von Bayern                                                                  | Ahnentafel von Maria Anna von Bayern                                                                  | Ahnentafel von Maria Anna von Bayern                                                                             | Ahnentafel von Maria Anna von Bayern                                                                             | Ahnentafel von Maria Anna von Bayern                                                                             | Ahnentafel von Maria Anna von Bayern                                                                             |
| ------------------------------------ | --- | --- | --- | --- | --- | --- | --- | --- |
| Ururgroßeltern                       | Herzog Wilhelm V. von Bayern (1548–1626) ⚭ 1568 Renata von Lothringen (1544–1602)                     | Kaiser Ferdinand II. (1578–1637) ⚭ 1600 Maria Anna von Bayern (1574–1616)                             | Herzog Karl Emanuel I. von Savoyen (1562–1630) ⚭ 1585 Katharina Michaela von Spanien (1567–1597)      | König Heinrich IV. von Frankreich (1553–1610) ⚭ 1600 Maria de’ Medici (1575–1642)                     | Marek Sobieski (1548/50–1605) ⚭ Jadwiga Snopkowska (1556/59–1588/89)                                             | Jan Daniłowicz (1570–1628) ⚭ Zofia Żółkiewska (1590–1634)                                                        | Antoine de La Grange d'Arquien ⚭ Anne d'Ancienville                                                              | Baptiste de La Châtre of Bruillebault ⚭ Gabrielle Lamy                                                           |
| Urgroßeltern                         | Kurfürst Maximilian I. von Bayern ⚭ 1635 Erzherzogin Maria Anna von Österreich (1610–1665)            | Kurfürst Maximilian I. von Bayern ⚭ 1635 Erzherzogin Maria Anna von Österreich (1610–1665)            | Herzog Viktor Amadeus I. von Savoyen (1587–1637) ⚭ 1619 Christina von Frankreich (1606–1663)          | Herzog Viktor Amadeus I. von Savoyen (1587–1637) ⚭ 1619 Christina von Frankreich (1606–1663)          | Jakub Sobieski (1590–1646) ⚭ 1627 Zofia Teofillia Daniłowicz (1607–1661)                                         | Jakub Sobieski (1590–1646) ⚭ 1627 Zofia Teofillia Daniłowicz (1607–1661)                                         | Henri Albert de La Grange d'Arquien (1613–1707) ⚭ Françoise de la Châtre                                         | Henri Albert de La Grange d'Arquien (1613–1707) ⚭ Françoise de la Châtre                                         |
| Großeltern                           | Kurfürst Ferdinand Maria von Bayern (1636–1679) ⚭ 1652 Henriette Adelheid von Savoyen (1636–1676)     | Kurfürst Ferdinand Maria von Bayern (1636–1679) ⚭ 1652 Henriette Adelheid von Savoyen (1636–1676)     | Kurfürst Ferdinand Maria von Bayern (1636–1679) ⚭ 1652 Henriette Adelheid von Savoyen (1636–1676)     | Kurfürst Ferdinand Maria von Bayern (1636–1679) ⚭ 1652 Henriette Adelheid von Savoyen (1636–1676)     | König Johann III. Sobieski von Polen (1629–1696) ⚭ 1665 Marie Casimire Louise de la Grange d’Arquien (1641–1716) | König Johann III. Sobieski von Polen (1629–1696) ⚭ 1665 Marie Casimire Louise de la Grange d’Arquien (1641–1716) | König Johann III. Sobieski von Polen (1629–1696) ⚭ 1665 Marie Casimire Louise de la Grange d’Arquien (1641–1716) | König Johann III. Sobieski von Polen (1629–1696) ⚭ 1665 Marie Casimire Louise de la Grange d’Arquien (1641–1716) |
| Eltern                               | Kurfürst Maximilian II. Emanuel von Bayern (1662–1726) ⚭ 1695 Therese Kunigunde von Polen (1676–1730) | Kurfürst Maximilian II. Emanuel von Bayern (1662–1726) ⚭ 1695 Therese Kunigunde von Polen (1676–1730) | Kurfürst Maximilian II. Emanuel von Bayern (1662–1726) ⚭ 1695 Therese Kunigunde von Polen (1676–1730) | Kurfürst Maximilian II. Emanuel von Bayern (1662–1726) ⚭ 1695 Therese Kunigunde von Polen (1676–1730) | Kurfürst Maximilian II. Emanuel von Bayern (1662–1726) ⚭ 1695 Therese Kunigunde von Polen (1676–1730)            | Kurfürst Maximilian II. Emanuel von Bayern (1662–1726) ⚭ 1695 Therese Kunigunde von Polen (1676–1730)            | Kurfürst Maximilian II. Emanuel von Bayern (1662–1726) ⚭ 1695 Therese Kunigunde von Polen (1676–1730)            | Kurfürst Maximilian II. Emanuel von Bayern (1662–1726) ⚭ 1695 Therese Kunigunde von Polen (1676–1730)            |
| Maria Anna von Bayern                | | | | | | | | |